# Austrocarabodes rugosus
Austrocarabodes rugosus är en kvalsterart som beskrevs av Sandór Mahunka 1969. Austrocarabodes rugosus ingår i släktet Austrocarabodes och familjen Carabodidae. Inga underarter finns listade.